# 七倉温泉
七倉温泉（ななくらおんせん）は、長野県大町市にある温泉。

## 泉質
- 単純泉
  - 源泉温度62.7℃
  - 無色無臭の源泉
  - Ph6.74

## 温泉街
- 県道終点に七倉山荘がある。一軒宿である。

### 登山口
七倉温泉は七倉岳や船窪岳方面、裏銀座縦走路の起点となる高瀬ダム方面への登山口として知られる。七倉山荘脇には登山指導所が開設されており、ここで登山計画書に記入し、入山する。無人の場合は専用ポストへ投函する。
- 七倉岳・船窪岳へ

七倉山荘西の七倉沢脇から七倉尾根に取り付き、鼻突八丁と呼ばれる梯子が連続する急登を経て、5 - 6時間ほどで船窪小屋へ至る。七倉岳山頂は船窪小屋の至近にあり、船窪岳山頂へはさらに2時間ほどかかる。
- 高瀬ダムへ

長野県道326号槍ヶ岳線は七倉温泉が終点であり、これより先の高瀬ダムまでの道は東京電力が管理する道路のため、自転車を含む車両は許可車以外乗り入れできない。そのため七倉山荘前には約50台の無料駐車場があり、自家用車で来訪した登山者はここでタクシーに乗り換えるか徒歩で高瀬ダムへ向かう。タクシー料金は片道約2100円で4人まで乗り合わせができる。特定タクシーはアルプス第一交通及び大町名鉄タクシーが東京電力から委託されている。高瀬ダムまでの所要時間はタクシーで約15分、徒歩で約2時間。

## アクセス
- 鉄道 : 大糸線信濃大町駅下車自家用車約20分
- 自家用車 : 長野自動車道安曇野インターチェンジから約45分。長野県道326号槍ヶ岳線終点。